# Макаренцы
Мака́ренцы (бел. Макаранцы) — деревня в составе Мостокского сельсовета Могилёвского района Могилёвской области Республики Беларусь.

## Географическое положение
Ближайшие населённые пункты: Мошенаки, Мишковцы.

## История
В 1676 году упоминается как деревня Макаринцы в Оршанском повете ВКЛ.

## Население
- 1999 год — 345 человек
- 2010 год — 301 человек